# Parafia św. Józefa w Miami
Parafia św. Józefa w Miami (ang. St. Joseph's Parish) – parafia rzymskokatolicka położona w Miami, Floryda, Stany Zjednoczone.
Jest ona wieloetniczną parafią w archidiecezji Miami z mszą św. w j. polskim dla polskich imigrantów.
Parafia została poświęcona św. Józefowi.

## Historia
W 1941 roku Prałat William Barry, proboszcz parafii św. Patryka, ogłosił plany budowy kościoła misji na rogu 86th St. i Byron Avenue.
W 1942 roku budowa kościoła św. Józefa została zakończona. Pierwsza msza św. została celebrowana 1 lutego 1942 roku. Ten kościół misyjny został dedykowany św. Józefowi przez biskupa Joseph P. Hurley, DD. Patronat nad parafia przejęli parafianinie, który zostali wyzwoleni z obozu koncentracyjnego w Dachau w Niemczech, za wstawiennictwem św. Józefa. 1 listopada 1947 roku, parafia św. Józefa stała się niezależną parafią i ks. prałat Jerzy T. Rockett został mianowany pierwszym, stałym, proboszczem.
8 września 1958, została otwarta St Joseph's School. W szkole rozpoczęło naukę 173 dzieci, (przedszkole-Klasa 6). Szkoła miała sześć klas i kawiarnię a prowadzona była przez siostry dominikanki. 15 kwietnia 1959, biskup Coleman Carroll  pobłogosławił nowo powstałą St. Joseph's School.

## Szkoły
- St. Joseph's School